# ウォルト・リニアック

ウォルター・ジョン・リニアック　(Walter John Hriniak, ラストネームはRIN-ee-ackと発音)  は1943年5月22日マサチューセッツ州ネイティック出身の野球選手(捕手、代打) 。身長180cm、体重81キロ、右投左打。
MLBでのプレー歴が非常に短く、通算打率.253だったが 1980年代から90年代にかけて名打撃コーチとして知られる。

## 高校スポーツのスター選手として
ネイティック高校在籍時のリニアックは3つのスポーツでスター選手であった。フットボールのクォーターバック、アイスホッケーのセンター、野球の遊撃手であり、3つのスポーツすべてでマサチューセッツ州選抜の1stチームに選出された。特に、ホッケーではマサチューセッツ州東部の最優秀選手に選出されたがリニアックは野球を選び、1961年にミルウォーキー・ブレーブスと75,000ドルのボーナス契約を結んだ。

## 選手として
当初は遊撃手であり、最初の2シーズンのそれぞれで打率.300を超えていたことから現在でいうトッププロスペクトと扱われていた。しかし、1964年にダブルAテキサスリーグのオースティン・セネターズでプレーしているときに交通事故に巻き込まれた。この事故でチームメイトで投手のジェリー・フミッツシュが死去し、リニアックは故障者リストに3ヶ月載るほどの重傷を負った。
事故後リニアックの成績は下がり続けた。自身の打撃を取り戻し始めた1968年までに、彼はトッププロスペクトではなくなり、捕手を兼任するユーティリティープレーヤーにならざるを得なかった。
自身の打撃を取り戻すきっかけとなったのは1968年当時のテキサスリーグのシュリーブポート・ブレーブスの監督で、後に1970年代から80年代にかけて強力打線を誇ったカンザスシティ・ロイヤルズのメンバーを育成・指導した打撃コーチとして知られることとなるチャーリー・ラウの指導だった。
この時ラウに教え込まれた打撃理論　(「ラウ・システム」と通称される) は後にコーチとなったリニアックの指導の基礎となった 。そして、コーチとしてラウとリニアックは友人同士となった。
リニアックはラウの指導後、打率.313を記録してミルウォーキーから移ったアトランタ・ブレーブスとサンディエゴ・パドレスで、それぞれ1968年9月の数週間と1969年シーズンのみプレーした。
リニアックはメジャー通算47試合に出場、99打数、25安打、打率.253、0本塁打、4打点を記録した。尚、この25安打は全て単打であった。
この通算安打25本は投手を除いた通算で一度も長打を記録しなかった選手に於ける1900年以降の通算最多安打記録である。
1970年もパドレスに所属したがメジャー昇格はなく、トリプルAで124試合に出場している。
1971年4月にアトランタにトレードされたが、ダブルAで48試合に出場した後7月末に解雇された。
同年8月末にモントリオール・エクスポスにフリーエージェントとして加入し、トリプルAで9試合出場した。

## 指導者転向後
1972年から2年間、リニアックはモントリオール・エクスポス傘下のA-級ジェイムズタウン・ファルコンズの監督を務めた。この2年間で83勝56敗の好成績を挙げた。その傍らA-級のシーズン終了後に72年はダブルAの試合に36試合、73年はトリプルAの試合に13試合に選手として出場している。73年シーズンをもって現役を引退した。
引退直後、リニアックは自身初めてのメジャーリーグのコーチとして1974年から1975年にジーン・マウフ監督の下でエクスポスの打撃コーチを務めた。就任当時、リニアックは30歳という若さだった。
マウフの解雇後、1976年にモントリオール傘下のルーキー級レスブリッジ・エクスポスの監督として再割り当てされた。

## レッドソックスのコーチ時代
1977年シーズンにボストン・レッドソックスにブルペンコーチとして採用された。彼は特に試合前の打撃練習時の打撃投手としての評判を得た。彼は打撃投手として何度も投げたことで右肩を故障したことで知られる 。
レッドソックスには、1980年にジョニー・ペスキーがその職に就任するまで正式な「打撃コーチ」というポジションはなかった。しかし、ぺスキーの打撃コーチ就任以降もボストンの選手の中には打撃理論についてリニアックと話し合う者も現れ、試合の前後にぺスキーではなくリニアックが打撃指導をすることも多かった。
これによって1980年代初頭までには、後に野球殿堂入りすることとなるカール・ヤストレムスキーとウェイド・ボッグス、そしてMLBオールスターゲームに選出されるドワイト・エバンスとリッチ・ゲドマンがリニアックの教え子として知られる様になった。 
1984年シーズン後のペスキーの退団により、リニアックはレッドソックスのバッティングコーチに正式に就任した。更に1986年から87年シーズンは一塁コーチを兼務した。

## テッド・ウィリアムズとの関係
リニアックの打撃理論には、レッドソックスの選手の間で多くの支持者がいたが、一方でこの理論に反対する者もいた。最たる人物は殿堂入りを果たし、球団史上最高の打者であったテッド・ウィリアムズだった。
ウィリアムズはリニアックの理論に対して批判的な発言している。ウィリアムズと彼の支持者たちは、リニアックが「ボールの下を叩いて掬い上げる」ではなく、「ボールを叩きつける」、または「ボールの真ん中を狙って叩く」ことを教えることで、打者の長打力を奪っていると主張した。
しかし、リニアックは以下の様にこのウィリアムズの批判は自身の理論を単純化しすぎており真意を理解した上での批判ではないと反論している。
「私とテッド・ウィリアムズの間に問題はない」と、リニアックは1986年にヤンキーマガジンに語った。「彼　(ウィリアムズ) は彼なりの理論があり、そして私は私の理論があってそれぞれ教えている。彼が言うようなレベルスイング、ダウンスイング、アッパーカットスイング「だけ」を教えていない。打者はそれぞれすべて違うので、3つすべてを教えている。 あなた　(ウィリアムズ) は私の理論を攻撃する必要はないし、あなたが私の理論に従う必要もない。そして自分の考えをぶれさせてはいけない。どちらの理論であっても混乱しているときは打てないのだから。」 とも述べている。

## ホワイトソックスのコーチ時代
ボストンで12年間、その内正式な打撃コーチとして4年間働いた後、リニアックは1989年に最も高給のコーチの1人としてシカゴ・ホワイトソックスに移籍した。
恩師であるラウは、1984年に50歳で結腸直腸癌で亡くなる前年までホワイトソックスのバッティングコーチを務めていた。 リニアックは、シカゴ在職中に欠番となっていたラウの背番号「6」を敬意を表して着用した。これ以降背番号「6」を着けた者は1人もおらず、事実上の永久欠番扱いとなっている。
1989年、リニアックはA Hitting Clinic：The Walt Hriniak Wayを執筆した。これは、彼のバッティング理論の概要を示したものである。先述のボッグス、エバンス、ゲドマンも執筆に協力している。
リニアックは、1995年までの7年間、ホワイトソックスの打者を指導した。この頃には自身の打撃理論は「ラウ=リニアック・アプローチ」と通称される様になるほど有名なものとなっていたが、内容は基本的にラウが作成した「ラウ・システム」と同一のものである。
この時の教え子には1990年代を代表するスラッガーであるフランク・トーマスがおり、リニアックの理論の最も忠実な支持者の1人だった。
トーマスは「リニアックは、集中力を維持する方法、前向きな姿勢を維持する方法、そして10打数のうち3安打を獲得する方法があると自分達にに信じさせた。我々はそのプログラムを守り、そのお陰で私は成績を残せた。」とコメントしている。
また、当時セントルイス・カージナルスに所属してサミー・ソーサと最多本塁打争いをしていたマーク・マグワイアがラウ=リニアック・アプローチを実践していることをトーマスに明かしている。
また、NBAの名選手だったマイケル・ジョーダンが1994年にホワイトソックスとマイナーリーグ契約を結んだ際、リニアックは彼の打撃技術指導の為にマイナーリーグのコーチに配置転換させられた。しかし、ジョーダンは猛練習を重ねたものの打撃技術は拙く、ダブルAバーミングハム・バロンズでの打率はわずか.202だった。

## ホワイトソックス退団後
リニアックは1995年シーズンをもってホワイトソックスを退団した。その後はマサチューセッツ州に戻って高校で臨時コーチを務める傍ら、バッティング教室を開き、プライベートバッティングインストラクターとなった。
ホワイトソックス退団後もフランク・トーマスはリニアックを頼った。1998・99年と連続して不振だった（2年で計44本塁打）トーマスは、99年オフにリニアックの自宅を訪れ、1ヶ月に及ぶ合宿を行なった。更にスプリングトレーニングが行われるアリゾナ州までリニアックを呼んだが、ホワイトソックスの首脳陣に追い出された。
しかし、2000年シーズンのトーマスは打率.328、43本塁打、143打点（本塁打と打点はキャリアハイ）を記録している。

## 評価
1989年、2000年、2005年、2014年の殿堂入り式典でのスピーチでは、それぞれカール・ヤストレムスキー、カールトン・フィスク、ウェイド・ボッグス、フランク・トーマスが、それぞれリニアックを名指しで賞賛し、感謝の弁を述べている。

## 授賞
2004年に、同窓生の並外れた業績と社会への貢献を称えるネイティック高校の栄誉の殿堂に選出された 。
2010年6月、リニアックは、高校在学中の多くのスポーツの功績が認められ、ネイティック高校スポーツ殿堂の創設委員に選出された  。

## ソース
- アレン、メル、「フェンウェイパークのヒットマン」、ヤンキーマガジン、1986年9月。
- Balzer、Howard、ed。、 The Baseball Register 、1980年版。セントルイス：スポーツニュース。
- ハウニュースビューロー、ボストンレッドソックス1983オーガニゼーションブック。
- Padilla、Doug、 Slumping Thomas Turns to Hriniak 、 Chicago Sun-Times 、2003年4月14日。